# Achipterina oribatelloides
Achipterina oribatelloides är en kvalsterart som först beskrevs av Berlese 1916.  Achipterina oribatelloides ingår i släktet Achipterina och familjen Ceratokalummidae. Inga underarter finns listade i Catalogue of Life.